# Partido Comunista da Grã-Bretanha (1988)
O Partido Comunista da Grã-Bretanha (PCB) é um partido comunista no Reino Unido que surgiu de uma disputa entre eurocomunistas e marxistas-leninistas no Partido Comunista da Grã-Bretanha em 1988.  Segue a teoria marxista-leninista e apoia o que considera como estados socialistas existentes, e tem relações fraternas com os partidos governantes em Cuba, China, Laos, Vietnã e Coréia do Norte. É filiado nacionalmente à Campanha de Solidariedade a Cuba  e à Campanha de Solidariedade à Venezuela. É membro do Encontro Internacional de Partidos Comunistas e Operários, juntamente com outros 117 partidos políticos. Após a queda da União Soviética, o partido foi um dos dois signatários britânicos originais da Declaração de Pyongyang.